# Tapacul de Spillmann
El tapacul de Spillmann (Scytalopus spillmanni) és una espècie d'ocell de la família dels rinocríptids (Rhinocryptidae).

## Hàbitat i distribució
Habita el sotabosc de la selva pluvial de muntanya des dels Andes de Colòmbia fins al nord d'Equador